# Classe Brumaire
La classe Brumaire est une classe de seize sous-marins construits pour la marine nationale française peu avant la Première Guerre mondiale. Tous participent à la guerre, trois seront coulés.

## Conception
La classe Brumaire est une modernisation de la classe Pluviôse. Repartant de son concept initial de submersible à double coque, l'ingénieur naval Maxime Laubeuf remplace les moteurs à vapeur par des moteurs diesel type MAN, afin d'améliorer le temps de plongée. Les Pluviôses avaient un temps d'immersion d'environ 10 minutes. C'était le temps nécessaire pour rentrer la cheminée d'évacuation des fumées des moteurs à vapeur, fermer les panneaux, purger les ballasts et passer sur les moteurs auxiliaires électriques en découplant les dynamos, ce que les Brumaires faisaient en 5 minutes. Cette amélioration est cependant à relativiser par le fait qu'à la même époque les sous-marins allemands exécutaient la même opération en 45 secondes. Il fallait au moins la moitié de l'équipage pour manipuler 18 vannes de remplissage et 30 purges sur les submersibles français alors qu'un seul homme était nécessaire dans un u-boot.
Bien que la forme générale est reprise des Pluviôses, certaines formes extérieures sont retouchées par l'ingénieur Fernand Fenaux, permettant d'améliorer la vitesse (13 nœuds (24 km/h) en surface au lieu de 12 nœuds (22 km/h) et 8,8 nœuds (16 km/h) en plongée au lieu de 8 nœuds (15 km/h)). On notera aussi le remplacement de 248 éléments d'accumulateurs de 360 kilos chacun par 124 éléments de 560 kilos chacun, portant la distance franchissable en plongée à 84 milles marins (155,6 km) au lieu de 27 milles marins (50 km).
Les moteurs diesel type MAN seront construits sous licence par les sociétés Ateliers et Chantiers de la Loire (Nantes et St Nazaire), Sautter-Harlé (Paris), Ateliers Normand (Lorient), Etablissement d'Indret (Indret) et la Société des Moteurs Sabathé (St Étienne) selon les besoins des différents chantiers navals. Ces moteurs connurent de nombreuses avaries du fait de difficultés de mise au point.
Comme pour les Pluviôses, les moteurs électriques seront produits par la "Compagnie Générale Electrique" (Nancy).

## Unités
| Nom         | Indicatif | Chantier naval       | Lancement         | Mise en service  | Fin de carrière | Photo |
| ----------- | --------- | -------------------- | ----------------- | ---------------- | --- | ----- |
| Brumaire    | Q60       | Arsenal de Cherbourg | 29 avril 1911     | 20 mars 1912     | Désarmé en avril 1928 puis vendu pour la ferraille à Cherbourg le 3 aout 1931 aux chantiers de démolition Cousin pour la somme de 45 600 francs . |       |
| Frimaire    | Q62       | Arsenal de Cherbourg | 26 août 1911      | 9 octobre 1912   | Condamné le 10 décembre 1923. Utilisé comme cible de tir à partir du 10 février 1924, pour être finalement vendu à Cherbourg pour la ferraille le 2 septembre 1931. |       |
| Nivôse      | Q63       | Arsenal de Cherbourg | 6 janvier 1912    | 19 octobre 1912  | Condamné le 30 juin 1921 et vendu à Cherbourg pour la ferraille le 8 avril 1922 (chantiers de démolition Cousin). |       |
| Foucault    | Q70       | Arsenal de Cherbourg | 15 juin 1912      | 20 juin 1912     | Touché par une bombe et grenadé par deux hydravions biplan de reconnaissance Lohner L de la marine austro-hongroise (N°132 du Lieutenant Commander Dimitrije Konjović et le N°135 piloté par Walter Železnià) à 10 milles marins (18,52 km) au sud de Kotor le 15 septembre 1916, il n'a plus de lumière, à une voie d'eau et un début d'incendie. Il s'enfonce jusqu'à 75m de profondeur mais parvient à refaire surface. Ne pouvant relancer les moteurs sans électricité et subissant toujours des attaques aériennes, le Lieutenant de Vaisseau J. Lemaresquier ordonne l'abandon et le sabordage du navire (ouverture voies d'eau, purge ballast et mise à feu grenade type Guiraud). Aucune victime à déplorer, l'équipage fut récupéré par un torpilleur ennemi et fait prisonnier. Le Foucault sera cité à l'ordre du jour de l'Armée navale (Journal Officiel du 5 décembre 1919) et devient le premier sous-marin victime d'une attaque aérienne. |       |
| Euler       | Q71       | Arsenal de Cherbourg | 12 octobre 1912   | 5 septembre 1913 | Retiré du service le 21 juillet 1927 et vendu pour la ferraille à Cherbourg le 3 mai 1928 pour 120 175 francs ,. |       |
| Franklin    | Q72       | Arsenal de Cherbourg | 22 mars 1913      | 30 juillet 1914  | Retiré du service le 24 novembre 1922 et vendu pour la ferraille à Bizerte le 22 mars 1923. |       |
| Faraday     | Q78       | Arsenal de Rochefort | 27 juin 1911      | 27 juin 1911     | Retiré du service le 27 octobre 1921 et vendu pour la ferraille à Bizerte le 20 mai 1922 à M. Boccara . |       |
| Volta       | Q79       | Arsenal de Rochefort | 23 septembre 1911 | 13 décembre 1912 | Retiré du service le 27 octobre 1922 et vendu pour la ferraille à Bizerte le 20 mai 1922. |       |
| Newton      | Q80       | Arsenal de Rochefort | 20 mai 1912       | 25 mars 1914     | Désarmé le 28 septembre 1925, retiré du service le 20 décembre 1926 et remis aux Domaines. Il est vendu à Cherbourg le 15 avril 1927 à l'Union des Syndicats ouvriers de la Manche pour la somme de 80 617 francs,. |       |
| Montgolfier | Q81       | Arsenal de Rochefort | 18 avril 1912     | 8 aout 1914      | Condamné le 30 juin 1921, désarmé et vendu pour la ferraille à Cherbourg le 8 avril 1922. |       |
| Bernoulli   | Q83       | Arsenal de Toulon    | 1er juin 1911     | 29 octobre 1912  | Le 4 avril 1916, il entre dans le port de Kotor et détruit la poupe du destroyer austro-hongrois Czepel. Le 28 juillet 1917, il percute accidentellement le U-Boot U-47 après un duel aux torpilles raté. Au cours d'une patrouille, il est probablement victime d'une mine marine et coule devant Durazzo le 13 février 1918. Il était commandé par le lieutenant de vaisseau Eugène Robert Defforges. Cité à l'ordre du jour de l'Armée navale (Journal Officiel du 19 juin 1915). |       |
| Joule       | Q84       | Arsenal de Toulon    | 7 septembre 1911  | 10 mai 1912      | Coulé par des mines durant la bataille des Dardanelles le 1er mai 1915, sous le commandement du Lieutenant de vaisseau Aubert du Petit-Thouars de Saint-Georges. Cité à l'Ordre du jour de l'Armée navale (Journal Officiel du 6 juin 1915). |       |
| Coulomb     | Q85       | Arsenal de Toulon    | 13 juin 1912      | 28 octobre 1913  | Désarmé le 8 février 1919, retiré du service le 12 novembre 1919, il servira de cible à l'aviation le 26 juin 1926. Il sera finalement vendu pour la ferraille à Toulon le 25 juin 1927 (Société Pons pour la somme de 206 475,30 francs). |       |
| Arago       | Q86       | Arsenal de Toulon    | 28 juin 1912      | 28 juin 1913     | Retiré du service le 27 octobre 1921 et condamné le 21 mars 1924, il est conservé pour former le barrage de la darse des pétroliers à Toulon. Le 28 janvier 1930, il devient flotteur pour la fermeture de la darse du parc à mazout et sera vendu pour la ferraille (pour 56 387 francs ) à Toulon le 25 juin 1931 à la Société de Matériel Naval du Midi. |       |
| Curie       | Q87       | Arsenal de Toulon    | 18 juillet 1912   | 18 juillet 1912  | Se prend dans un filet anti-sous-marins, le 20 décembre 1914 en essayant d'infiltrer la principale base navale autrichienne à Pula, devant faire surface pour éviter l’asphyxie de son équipage. Canonné en surface par la marine ennemie, le lieutenant de vaisseau Gabriel O'Byrne ordonne l'abandon du navire. L'équipage est récupéré et fait prisonnier par les cuirassés ennemis. Renfloué et restauré, il reprend du service sous les couleurs austro-hongroises, avec l'indicatif U-14. Il est retourné à la France le 17 juillet 1919, il reprendra le service actif jusqu'au 17 février 1928, date de sa condamnation. Rayé des listes le 29 mars 1928, il sera vendu pour la ferraille à Toulon le 25 juillet 1930 à M. Caselli pour 91 113 francs . Cité à l'Ordre du jour de l'Armée navale (Journal Officiel du 6 aout 1915). |       |
| Le Verrier  | Q88       | Arsenal de Toulon    | 31 octobre 1912   | 30 octobre 1913  | Condamné le 30 décembre 1924 et retiré du service le 3 février 1925, il est soumis en baie de la Garonne (en face du Pradet) à une expérience d'explosion sous-marine sur un fond de 30 m. Renfloué et étudié, il est vendu pour la ferraille à Toulon le 25 juin 1927. |       |

### Sources et bibliographie
- Auguste Thomazi, La guerre navale aux Dardanelles, Paris, Payot, 1926
- Michel Vergé-Franceschi (dir.), Dictionnaire d’Histoire maritime, Paris, éditions Robert Laffont, coll. « Bouquins », 2002, 1508 p. (ISBN 2-221-08751-8 et 2-221-09744-0).
- Jean Meyer et Martine Acerra, Histoire de la marine française : des origines à nos jours, Rennes, Ouest-France, 1994, 427 p. [détail de l’édition] (ISBN 2-7373-1129-2, BNF 35734655)
- François Cochet (dir.) et Rémy Porte (dir.), Dictionnaire de la Grande guerre 1914-1918, Paris, Éditions Robert Laffont, coll. « Inédit ; Bouquins », 2008, 1120 p. (ISBN 978-2-221-10722-5, OCLC 265644254).
- Alain Boulaire, La Marine française : De la Royale de Richelieu aux missions d'aujourd'hui, Quimper, éditions Palantines, 2011, 383 p. (ISBN 978-2-35678-056-0)
- Rémi Monaque, Une histoire de la marine de guerre française, Paris, éditions Perrin, 2016, 526 p. (ISBN 978-2-262-03715-4)
- Jean-Michel Roche, Dictionnaire des bâtiments de la flotte de guerre française de Colbert à nos jours, t. II : 1870-2006, Millau, J.-M. Roche, 2005, 591 p. (ISBN 2-9525917-1-7)
- Jean-Jacques Antier, Les sous-mariniers, FeniXX, 275 p. (ISBN 2402127406)
- Gérard GARIER, « Le cas du sous-marin Curie, ex-U.14, ex-Curie », NAVIRES & HISTOIRE, no 91,‎ 24 juillet 2015, p. 4